# Antoinette Dinga-Dzondo
Antoinette Dinga-Dzondo (ur. 16 kwietnia 1955 w Sibiti) – kongijska ekonomistka i polityk. Od 2016 do 2021 roku była ministrem spraw społecznych i akcji humanitarnych.

## Życiorys
Antoinette Dinga-Dzondo urodziła się 16 kwietnia 1955 roku w Sibiti, w departamencie Lékoumou w Republice Konga. Studiowała na Uniwersytecie Lille I we Francji, gdzie uzyskała doktorat w dziedzinie ekonomii. Odbywała także szkolenia z zakresu planowania inwestycji w krajach rozwijających się na University of Bradford, a także z zakresu HR na Cranfield University oraz promocji na HEC Montréal.
Od września 1984 do czerwca 1985 odbyła staż w zakresie zarządzania finansami w Ministerstwie Finansów Konga.
Od września 1985 do stycznia 1992 roku pracowała w Unii Celnej i Gospodarczej Afryki Środkowej (UDEAC) w Bangi w Republice Środkowoafrykańskiej. W UDEAC pełniła funkcję starszego eksperta przemysłowego.
Od stycznia 1992 do maja 2016 roku pracowała w Afrykańskim Banku Rozwoju. W trakcie 24-letniej pracy zajmowała stanowisko m.in. głównego ekonomisty.

### Kariera polityczna
30 kwietnia 2016 roku została ministrem spraw społecznych, akcji humanitarnych i solidarności w rządzie Clémenta Mouamba, zastąpiła na tym stanowisku, urzędującą od 14 lat, Émilienne Raoul. Po zmianach w rządzie w sierpniu 2017 roku (m.in. usunięto "solidarność" z nazwy ministerstwa) pozostała na swoim stanowisku.
W ramach swoich kompetencji zajmuje się między innymi poprawą sytuacji gospodarczej w departamencie Pool. Od 24 stycznia do 2 lutego 2019 roku, przy wsparciu Chin oraz Organizacji Narodów Zjednoczonych do spraw Wyżywienia i Rolnictwa, prowadziła misję pomocy humanitarnej dla przesiedlonej ludności z prefektury Kindamba.
Po utworzeniu nowego rządu, przez premiera Anatole Collinet Makosso, 15 maja 2021 roku nie została powołana do rady ministrów.

## Odznaczenia i wyróżnienia
- Order Narodowy Burkina Faso (fr. Ordre national du Burkina Faso)[2]
- Medal honorowy władz lokalnych Regionu Cascades w Burkina Faso (fr. Médaille d'honneur des collectivités locales, Région des Cascades, Burkina Faso)[2]